# Triumfetta
Triumfetta  es un género de plantas fanerógamas con 376 especies de la familia Malvaceae. Se encuentra desde México a Brasil.

## Descripción
Son árboles pequeños o arbustos débiles con pubescencia estrellada variada; plantas dioicas o hermafroditas. Hojas ovadas a elípticas u obovadas, frecuentemente 3-lobadas, indumento de tricomas estrellados y/o simples, margen irregularmente cerrado, frecuentemente cerrado-glandular, 3–7 nervios basales con nervios laterales adicionales arriba; estípulas generalmente persistentes. Inflorescencias cimosas, axilares o terminales, pocas a muchas flores amarillas, epicáliz ausente, pistilodio residual y estaminodios presentes en las flores unisexuales; sépalos 5, libres, frecuentemente con apéndices en el ápice, caducos; pétalos 5 o ausentes en algunas especies (T. lappula), de forma variada, más cortos o iguales a los sépalos en longitud, glándulas ausentes; androginóforo presente (casi obsoleto en T. lappula), con 5 glándulas esféricas o alargadas (ausentes en T. lappula), cubiertas con un urcéolo generalmente ciliado y membranoso rodeando la base de los estambres; estambres(5–) 15–60, anteras más o menos oblongas, mediifijas y versátiles, dehiscencia longitudinal; ovario súpero, sésil en el androginóforo, cubierto por espínulas hialinas, 2 o 3-loculares, cada lóculo con 2 óvulos. Frutos secos, cápsula indehiscente o dehiscente loculicida, terete, cubierta con tubérculos, espinas o cerdas, los ápices de los cuales son hialinos y erectos hasta marcadamente uncinados; semillas comprimidas ovoides o piriformes.

## Taxonomía
El género fue descrito por Carlos Linneo y publicado en Species Plantarum 1: 444. 1753. La especie tipo es: Triumfetta lappula L. 

## Especies seleccionadas
| - Triumfetta abutiloides - Triumfetta abyssinica - Triumfetta acracantha - Triumfetta actinocarpa - Triumfetta acuminata - Triumfetta acutiloba - Triumfetta albida | - Triumfetta althaeoides - Triumfetta amuletum - Triumfetta angiensis - Triumfetta angolensis - Triumfetta angulata - Triumfetta rhomboidea Jacq. - guizazo de cochino (en Cuba) - Triumfetta semitriloba Jacq. - guizazo de caballos (en Cuba) |